# Миронов, Григорий Григорьевич
Григорий Григорьевич Миронов (1922—1995) — старший сержант Рабоче-крестьянской Красной Армии, участник Великой Отечественной войны, Герой Советского Союза (1945).

## Биография
Родился 8 февраля 1922 года в селе Ивановка (ныне — Шаблыкинский район Орловской области).
После окончания семи классов школы работал на заводе в Люберцах.
В 1941 году был призван на службу в Рабоче-крестьянскую Красную Армию. С января 1942 года — на фронтах Великой Отечественной войны.
К июню 1944 года гвардии старший сержант Григорий Миронов был комсоргом батальона 156-го гвардейского стрелкового полка 51-й гвардейской стрелковой дивизии 6-й гвардейской армии 1-го Прибалтийского фронта. Отличился во время освобождения Витебской области Белорусской ССР. 25 июня 1944 года Миронов во главе группы бойцов переправился через Западную Двину в районе деревни Балбечье Бешенковичского района и захватил плацдарм на её западном берегу, после чего удерживал позиции до переправ основных сил. 30 июня 1944 года в критический момент боя заменил собой выбывшего из строя командира роты и отразил большое количество немецких контратак.
Указом Президиума Верховного Совета СССР от 24 марта 1945 года гвардии старший сержант Григорий Миронов был удостоен звания Героя Советского Союза с вручением ордена Ленина и медали «Золотая Звезда».
После окончания войны был демобилизован. Проживал и работал в селе Берёзовка Бузулукского района Оренбургской области.
Скончался в 1995 году, похоронен в селе Берёзовка.
Был также награждён орденами Отечественной войны 1-й и 2-й степеней, орденом Красной Звезды, рядом медалей.